# Casandria chiripa
Casandria chiripa là một loài bướm đêm trong họ Noctuidae.